# Вал (Сахалінська область)
Вал (рос. Вал) — село у Ноглицькому міському окрузі Сахалінської області Російської Федерації.
Населення становить 826 осіб (2013).

## Історія
Від 1930 року належить до Ноглицького міського округу Сахалінської області.

## Населення
| 2002 | 2010 | 2013 |
| ---- | ---- | ---- |
| 1212 | ↘897 | ↘826 |